# Feldinghütte
Die Alm der Feldinghütte liegt in der Marktgemeinde Bad Hofgastein im österreichischen Bundesland Salzburg.

## Lage und Charakteristik
Die Alm befindet sich am Plateau der Gadaunerer Hochalmen nordöstlich des Gipfels des Kalkbretterkopfs in der Goldberggruppe. Sie gehört zur Ortschaft Anger und zur Katastralgemeinde Vorderschneeberg und ist dem Feldinggut in Felding zugehörig. Südlich und westlich der Alm gibt es  Bestände an Rostblättrigen Alpenrosen (Rhododendron ferrugineum).
Die Feldinghütte steht auf einer Höhe von 1839 m ü. A. Sie wird witterungsabhängig von Mitte Juni bis Ende September als Jausenstation bewirtschaftet. Hier werden Lebensmittel aus eigener Erzeugung verkauft. Nördlich der Feldinghütte befindet sich die Baldaufhütte, die im Sommer ebenfalls als Jausenstation dient. Über die Alm verläuft der Weitwanderweg Salzburger Almenweg. Außerdem endet hier eine Mountainbikestrecke, die im Ortszentrum von Bad Hofgastein beginnt.

## Geschichte
Im von 1823 bis 1830 erstellten Franziszeischen Kataster ist am Ort der Feldinghütte ein unbenanntes Gebäude verzeichnet.